# Chalet Reynard
Chalet Reynard er et tidligere refugium, som er blevet omdannet til en restaurant. Det er beliggende ved foden af et skisportssted i 1.417 meters højde i bjergkæde Monts de Vaucluse, på den sydlige side af bjerget Mont Ventoux i departementet Vaucluse i den sydøstlige del af Frankrig. Stedet blev opført i februar 1927 af Pierre de Champeville.